# Sitanion hordeoides
Sitanion hordeoides là một loài thực vật có hoa trong họ Hòa thảo. Loài này được Suksd. miêu tả khoa học đầu tiên năm 1923.